# Řitka
Řitka (německy Ritka) je obec v okrese Praha-západ ve Středočeském kraji, asi 21 km jižně Prahy. Žije zde přibližně 1 400 obyvatel.

## Historie
První písemná zmínka o obci pochází z roku 1310, kdy byl zbraslavskému klášteru věnován „les směrem k Řitce a Klínci“ (silva versus Jegerdorf et Glynz). Jak patrno, měla vesnice v nejstarších dobách německé pojmenování Jägersdorf, tedy „ves lovčího“. Česky se v pramenech jmenuje od roku 1387, a to nejprve coby „Lhotka, řečená Řitka“ (in villa Lhotka dicta Rzytka). V této složené podobě je název vsi uváděn od konce 14. a po většinu 15. století. Od roku 1481 je užíváno pouze někdejší přezdívky Řitka, která snad původně patřila některému zdejšímu usedlíku, přičemž název Lhota upadl v zapomnění. Pro pociťovanou hanlivost pojmenování se od roku 1571 začalo běžně používat v pozměněné podobě Řídká (tvrziště pusté Rzidku).

## Obecní správa

### Části obce
- Řitka (k. ú. Řitka)

K obci patří také samota Mlýnec.
Sousedními obcemi sídla jsou Líšnice, Mníšek pod Brdy, Dobřichovice a Černolice.

### Územněsprávní začlenění
Dějiny územněsprávního začleňování zahrnují období od roku 1850 do současnosti. V chronologickém přehledu je uvedena územně administrativní příslušnost obce (osady) v roce, kdy ke změně došlo:
- 1850 země česká, kraj Praha, politický okres Smíchov, soudní okres Zbraslav[5]
- 1855 země česká, kraj Praha, soudní okres Zbraslav
- 1868 země česká, politický okres Smíchov, soudní okres Zbraslav
- 1927 země česká, politický okres Praha-venkov, soudní okres Zbraslav[6]
- 1939 země česká, Oberlandrat Praha, politický okres Praha-venkov, soudní okres Zbraslav[7]
- 1942 země česká, Oberlandrat Praha, politický okres Praha-venkov-jih, soudní okres Zbraslav[8]
- 1945 země česká, správní okres Praha-venkov-jih, soudní okres Zbraslav[9]
- 1949 Pražský kraj, okres Praha-jih[10]
- 1960 Středočeský kraj, okres Praha-západ
- 2003 Středočeský kraj, obec s rozšířenou působností Černošice

## Společnost

### Rok 1932
V obci Řitka (přísl. Veselka, 350 obyvatel) byly v roce 1932 evidovány tyto živnosti a obchody: družstvo pro rozvod elektrické energie v Řitce, 2 hostince, kolář, 2 košíkáři, kovář, krejčí, obchod s obilím, 2 obuvníci, pekař, řezník, 2 obchody se smíšeným zbožím, tesařský mistr, trafika, 2 trhovci, 2 velkostatky.

### Současnost
Díky poloze obce blízko k Praze zde bydlí některé populární osobnosti, např. zpěvačka Helena Vondráčková, dále rapper Schyzo nebo herec Roman Vojtek.

## Pamětihodnosti
- Zámek Řitka – Barokní zámek z doby kolem roku 1650 na místě zchátralé tvrze z roku 1416. Posledními předválečnými majiteli byla rodina Brandisova. Dnes zámek vlastní potomek posledních majitelů.

## Doprava

### Dopravní síť
Do obce vedou silnice III. třídy. Okolo obce vede dálnice D4 s exitem 15 (Řitka). Železniční trať ani stanice či zastávka na území obce nejsou.

### Autobusová doprava 2024
Autobusovou dopravu v obci Řitka zajišťuje společnost Martin Uher. Obec je součástí Pražské integrované dopravy (PID). V obci se nacházejí zastávky Řitka, Řitka,Bučina a Řitka,U Rybníka. Na dálnici D4 a na silnici z Líšnice za dálnicí se nachází zastávka Řitka,Hl.sil. Obec obsluhují autobusové linky 318, 448, 449 a CYK1 a zastávku na dálnici D4 linky 317 a 320. Autobusová linka 317 vede z Prahy ze Smíchovského nádraží a pokračuje po dálnici kolem Jíloviště, Klínce, Líšnice a Řitky, poté vede přes Mníšek pod Brdy a končí na náměstí v Dobříši. Linka 318 zajišťuje spojení mezi Smíchovským nádražím, Malou Chuchlí, Lahovičkami, Lahovicemi, Zbraslaví, Jílovištěm, Trnovou, Klíncem, Líšnicí a Řitkou. Linka 320 opět vede z Prahy ze Smíchovského nádraží a pokračuje po dálnici kolem Jíloviště, Klínce, Líšnice a Řitky, poté vede přes Mníšek pod Brdy a končí buď ve Stříbrné Lhotě nebo v Rymani. Linka 448 spojuje Lety, Dobřichovice, Všenory, Černolice, Řitku a Mníšek pod Brdy. Linka 449 spojuje Mníšek pod Brdy s Bratřínovem, Čisovicemi, Bojovem, Klíncem a Jílovištěm a na druhou stranu s Řitkou a Líšnicí. Linka CYK1 (CYKLOBUS BRDY) vyjíždí z Dobřichovic a pokračuje přes Všenory, Černolice, Řitku a Mníšek pod Brdy, přičemž končí zde, v Kytíně.

## Galerie

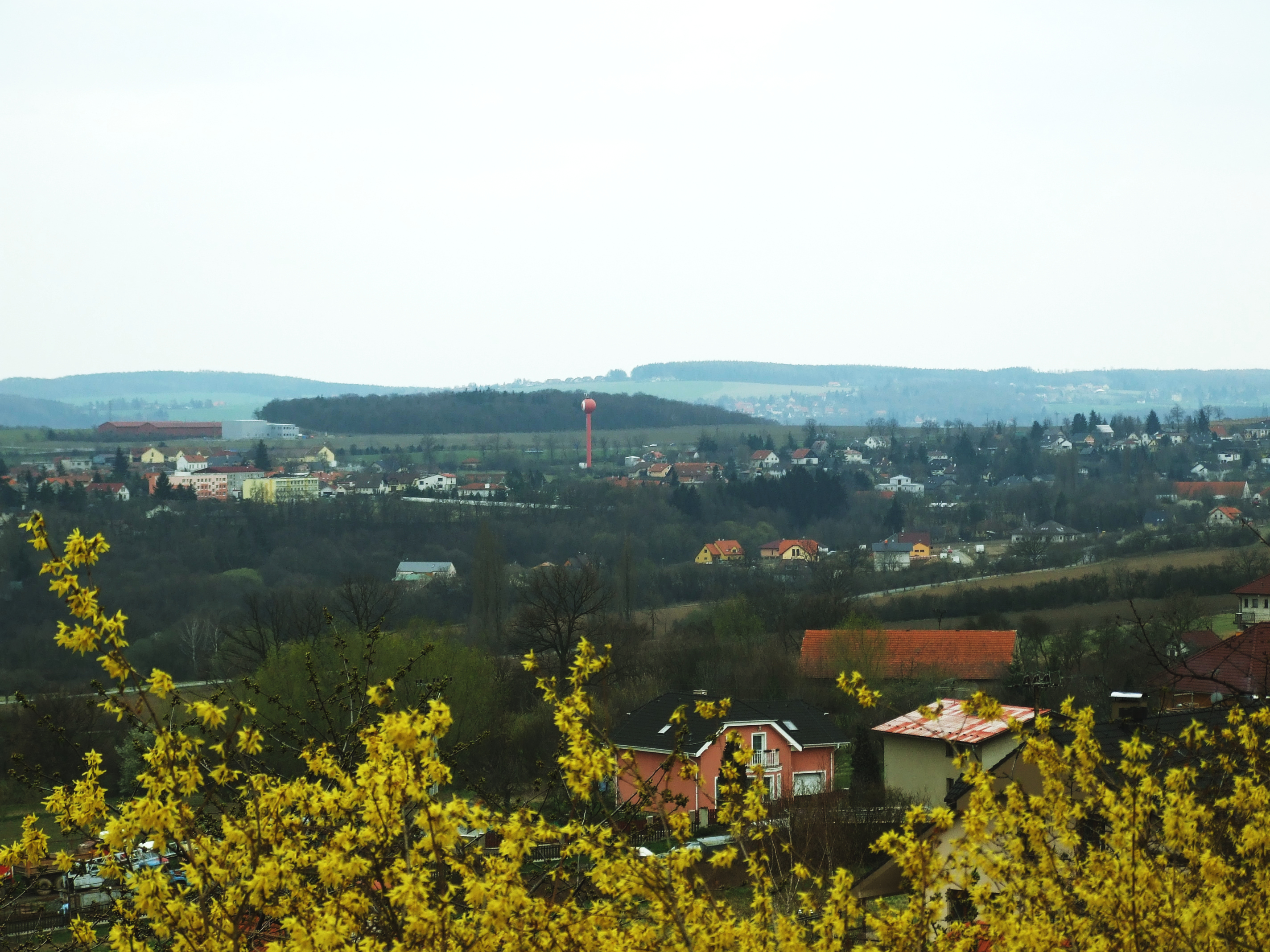
Pohled na Řitku z Černolic
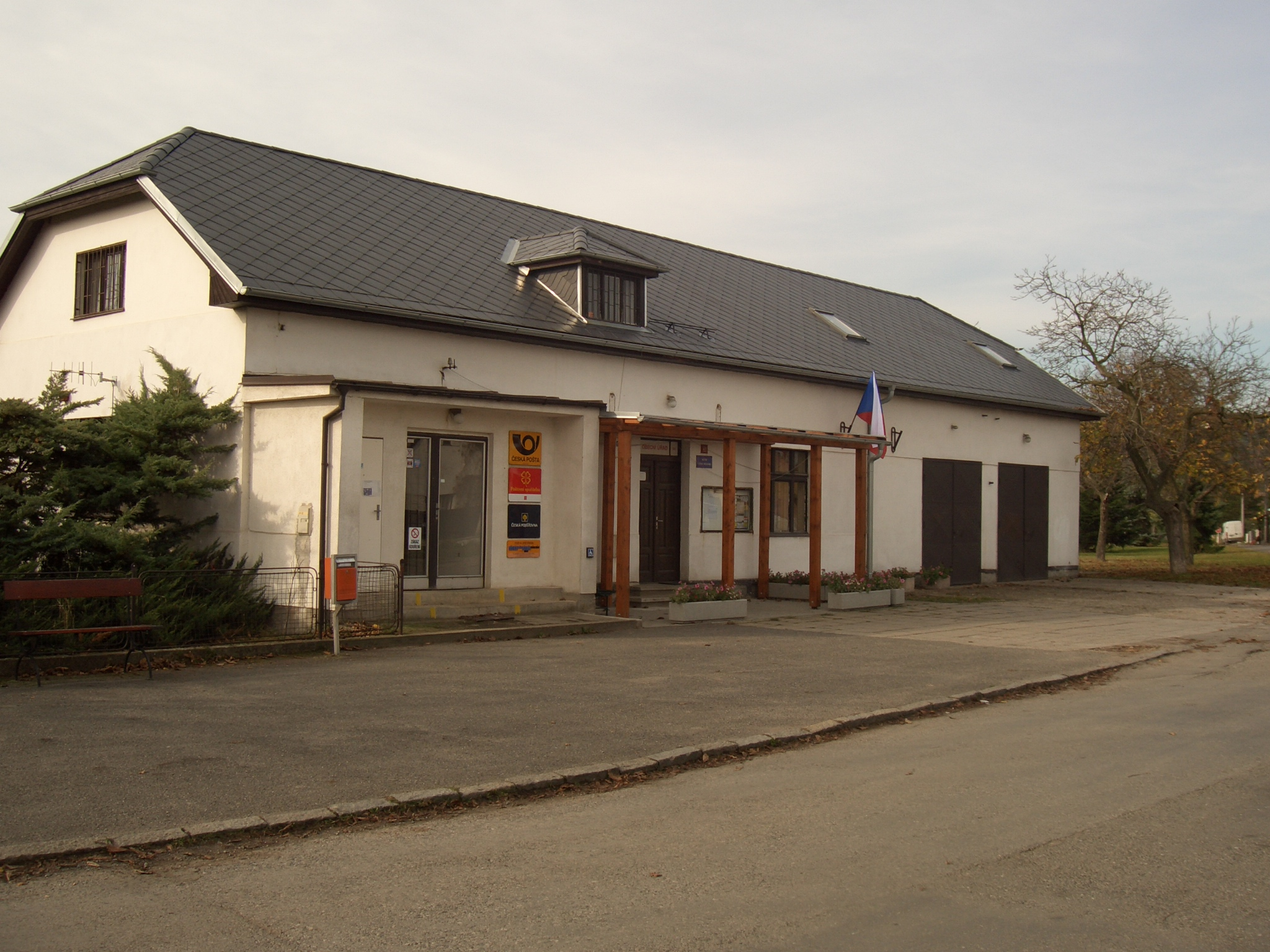
Budova obecního úřadu na návsi
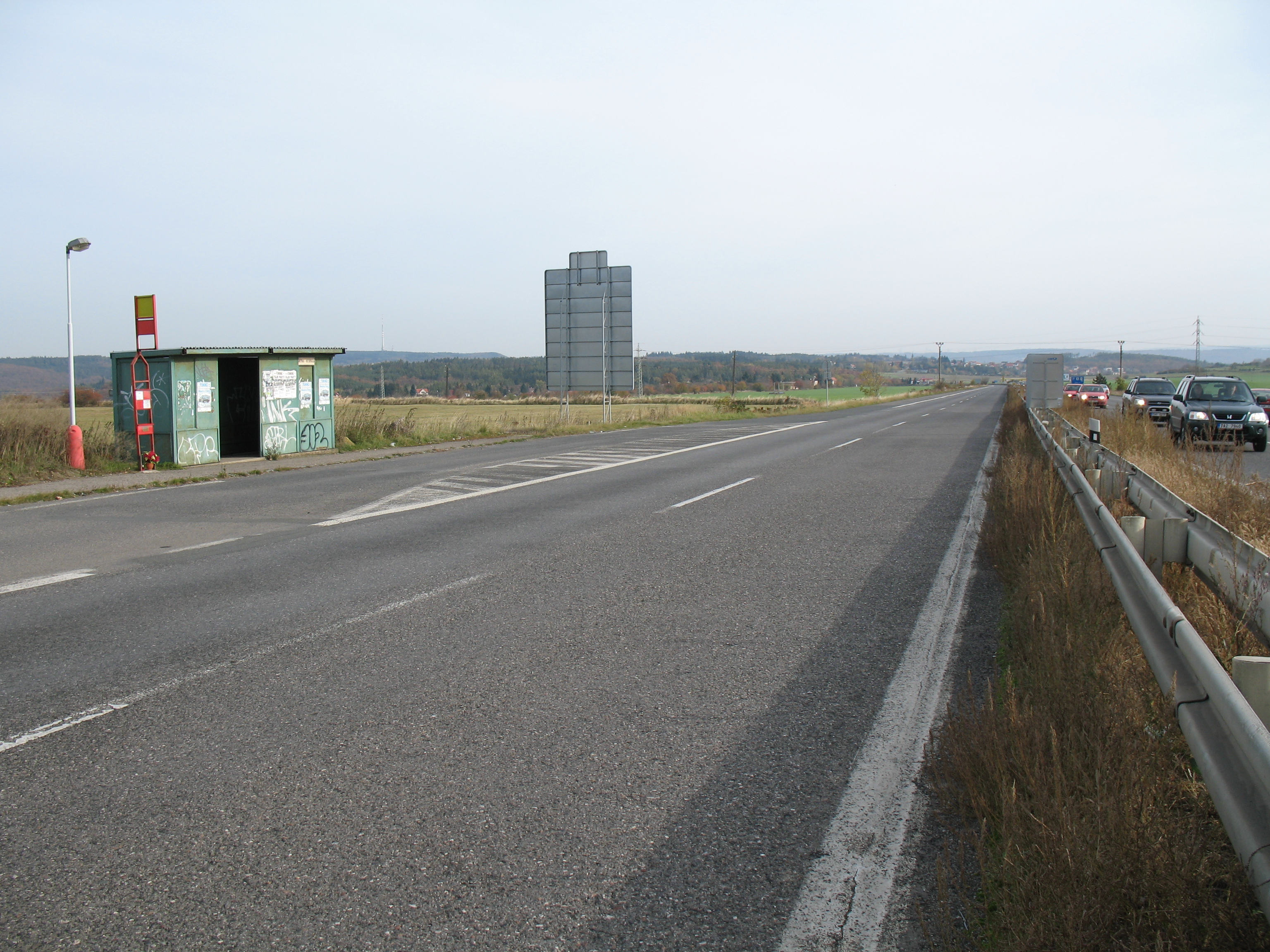
Dálnice D4 u Řitky
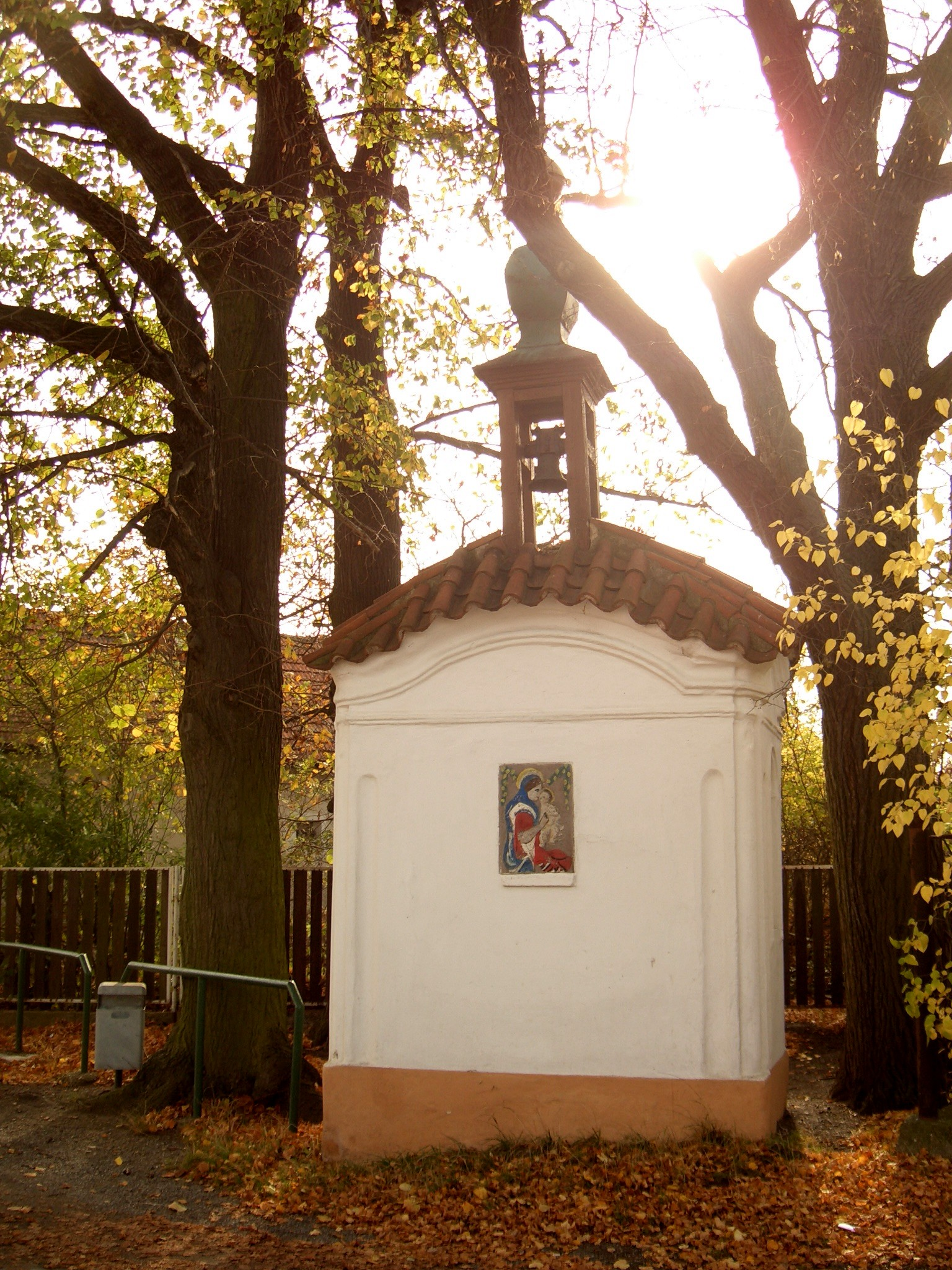
Kaplička v blízkosti návsi
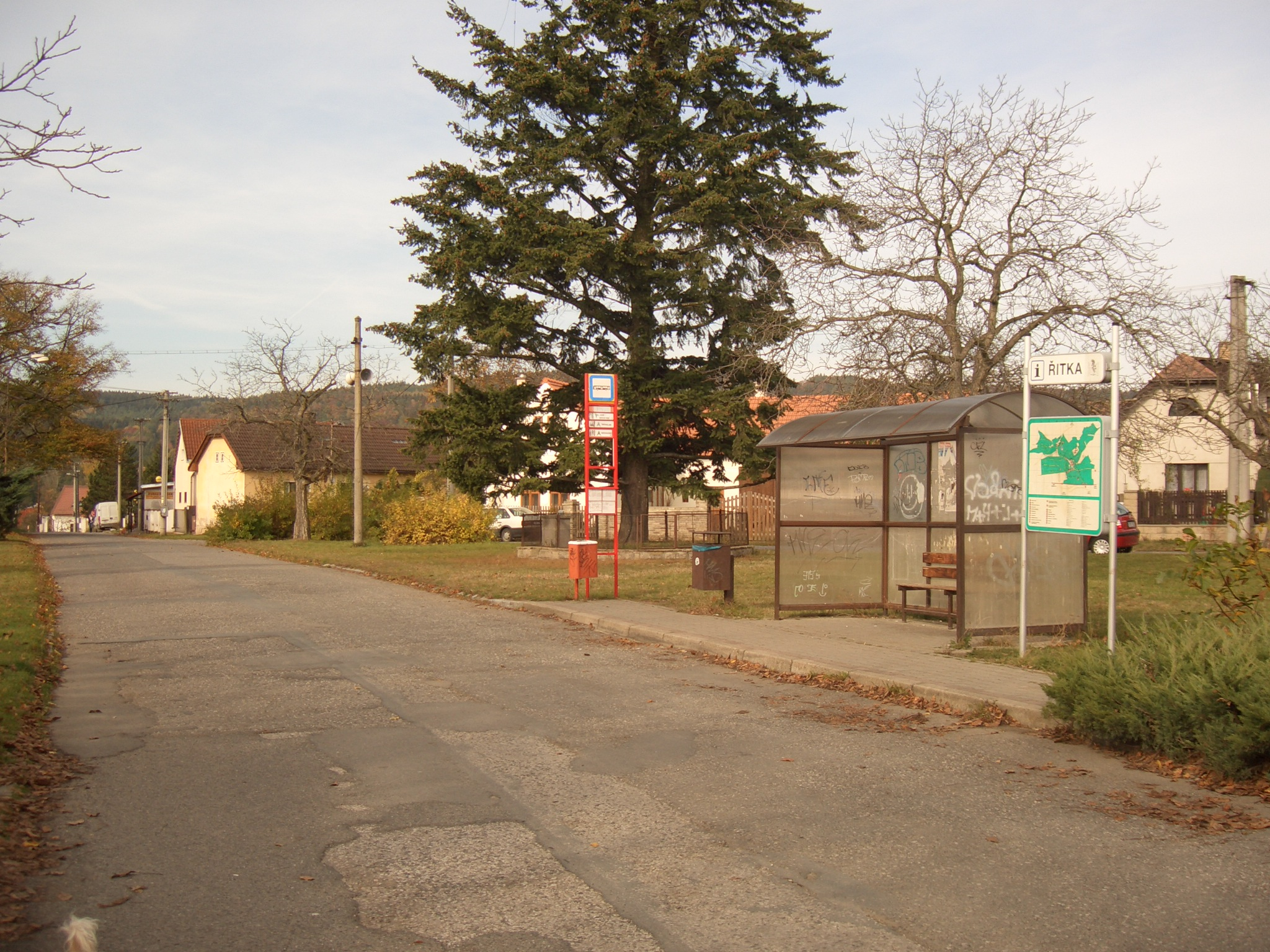
Autobusová zastávka Řitka

## Odkaz v kultuře
Řitka je spolu s množstvím českých sídel zmíněna v písni Rybitví skupiny Yo Yo Band:

Pičín, Kozomín, Řitka, skvěle složená kytka

Pičín, Kozomín, Řitka, tak tam to musí bejt

...

Rybitví, Rybitví, Rybitví, ani tam to není špatný

Pičín, Kozomín, Řitka, skvěle složená kytka

 autoři: Vladimír Tesařík/Richard Tesařík

 Poprvé píseň vyšla v roce 1993 na albu Karviná.
Obec byla zmíněna v rubrice Rádio Bubu v 6. díle pořadu Politické harašení aneb S politiky stále netančíme jako bydliště Jiřího Třasořitky.